# Marcilly-d'Azergues
Marcilly-d'Azergues is een gemeente in het Franse departement Rhône (regio Auvergne-Rhône-Alpes). De plaats maakt deel uit van het arrondissement Lyon. Marcilly-d'Azergues telde op 1 januari 2022 1.004 inwoners.

## Geografie
De oppervlakte van Marcilly-d'Azergues bedroeg op 1 januari 2022 4,18 vierkante kilometer; de bevolkingsdichtheid was toen 240,2 inwoners per km².

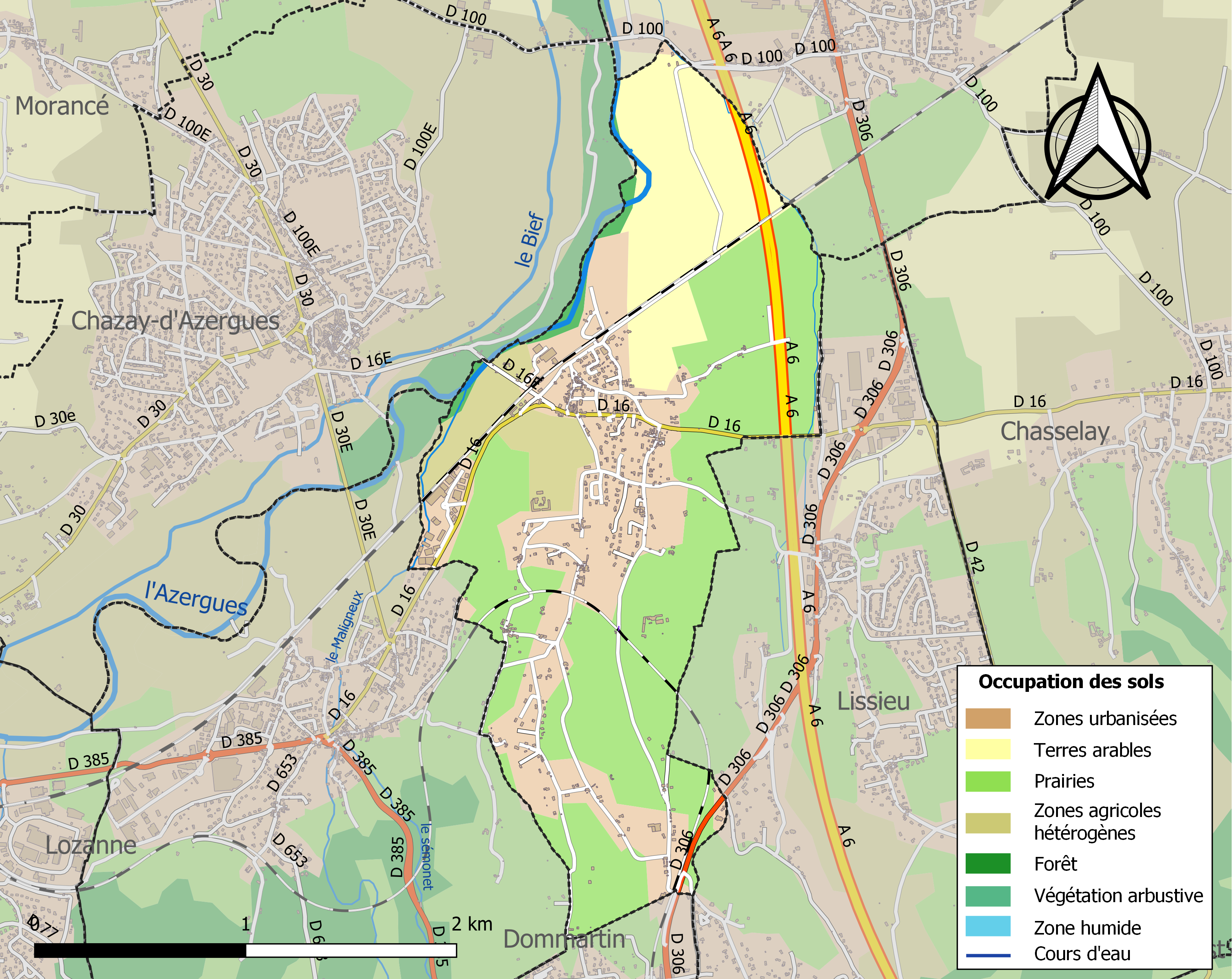
Kaart van de gemeente met de belangrijkste infrastructuur, bodemgebruik en omliggende gemeenten

## Demografie
Onderstaande figuur toont het verloop van het inwonertal (bron: INSEE-tellingen).